# Galwortelvlieg
De galwortelvlieg (Chyliza leptogaster) is een vliegensoort uit de familie van de wortelvliegen (Psilidae). De wetenschappelijke naam van de soort is voor het eerst geldig gepubliceerd in 1798 door Panzer.